# Блюзнірство

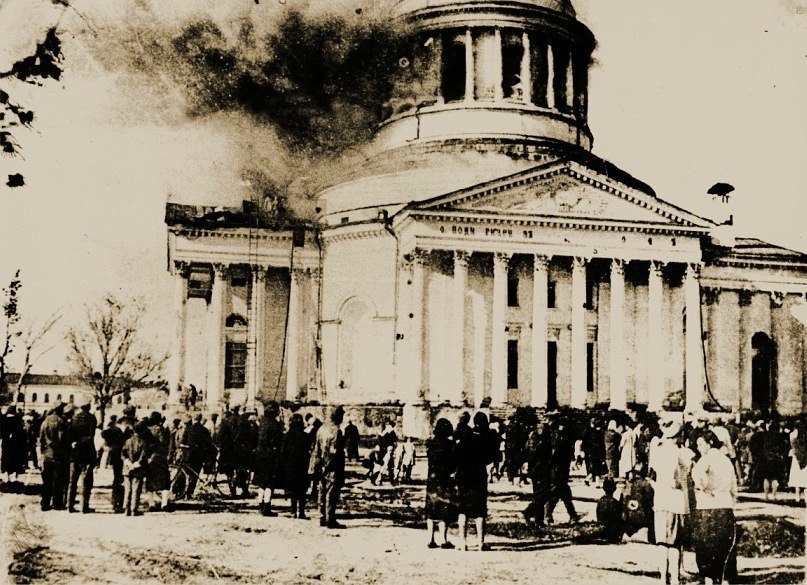
Знищення комуністами Свято-Троїцького кафедрального собору в Симбірську.

Блюзнірство, святотатство (дещо споріднене слово — цинізм) — зневажливо-знущальне, образливе, глузливе ставлення до чого-небудь шанованого і шанобливого; знущання над видатними науковими відкриттями, витворами мистецтва, благородними вчинками, подвигами, моральними нормами, пам'яттю великих людей, героїв тощо. Також, блюзнірство — уїдливі глузування, знущання, неповага до правил життя і/або обрядів християнства або іншої релігії.